# Vilhelm Bjerring
Vilhelm Jakob Bjerring, född den 17 januari 1805 i Köpenhamn, död den 30 november 1879 på Frederiksberg, var en dansk språkman och politiker- Han var son till Niels Christian Bjerring. 
Efter att ha tagit artium och sin andra examen vid Köpenhamns universitet företog Bjerring en flerårig resa till Frankrike, som i mer än ett avseende blev bestämmende för hans senare levnadsbana. Här var det, han kastade sig över studiet av franska språket, och här fick han det levande intresse för politik, som senare förde honom till att ta så ivrig del i sitt lands offentliga liv. 
Redan 1848 trädde Bjerring, som samma år fick titeln professor, in i det politiska livet. Visserligen lyckades han inte bli vald till den grundlagsstiftande riksförsamlingen, då han i oktober ställde upp i en köpenhamnsk valkrets, men han fick därefter säte i församlingen som kungavald medlem. 
Han slöt sig nära till det nationalliberala partiet, och hans stora kännedom om franska politiska förhållandedn i förbindelse med hans skarpa formsinne skaffade honom ett inte ringa inflytande i denna församling, där man, på grund av bristen på en inhemsk politisk tradition, till dels måste arbeta med främmande mönster för ögonen. 
Han valdes också till Grundlovsudvalgets ordförande och gjorde god nytta på denna inflytelserika post. Från 1850 var han utan avbrott under 24 år duktig och ansedd medlem av Landstinget, om han än aldrig nådde någon egentligt ledande post. I nio år var han av Landstinget vald till statsrevisor.
Vid universitetet verkade Bjerring under många åar (1852-79) som lektor i franska. Hans föreläsningar omfattade väsentligen språket i dess moderna form; men understundom tog han även upp äldre perioder till behandling. 
Det var otvivelaktigt så, att Bjerrings universitetsverksamhet bidrog till, att man i Danmark började sysselsätta sig på ett långt grundligare sätt än tidigare med det franska språkets historiska utveckling. Bjerring utgav dock inget nämnvärt.

## Utmärkelser
- Riddare av Dannebrogorden,  1858[1]
- Dannebrogsmännens hederstecken,  1868[1]

[Redigera Wikidata]